# Lise London
Lise London (15. února 1916 Montceau-les-Mines – 31. března 2012 Paříž) byla francouzská komunistická odbojářka a aktivistka.
Podílela se na mezinárodních brigádách v průběhu španělské občanské války a na francouzském odboji během druhé světové války. Byla švagrovou lídra Komunistické strany Francie Raymonda Guyota. Byla manželkou a později vdovou po Arturu Londonovi, československém komunistickém politikovi, odsouzeném v rámci tzv. Procesu s protistátním spikleneckým centrem Rudolfa Slánského. Po vykonstruovaném procesu s jejím manželem se stala silnou kritičkou Stalina a stalinismu.

## Životopis
Lise London se narodila španělským rodičům jako Élizabeth Ricol v Monceau-les-Mines ve Francii v roce 1916. Její otec byl horníkem, trpícím silikózou, a komunistickým aktivistou. Jako mladistvá se stala členkou Francouzské komunistické strany. Jejím prvním manželem byl Auguste Delaune. Později, v roce 1934, se přestěhovala do Moskvy, kde se setkala s československým komunistou Arturem Londonem (nar. 1915 v Ostravě), kterého si vzala v roce 1935. Manželé Londonovi odešli do Španělska, kde se připojili k mezinárodním brigádám v době začínající španělské občanské války. Lise London zde pracovala jako sekretářka André Martyho, hlavního politického komisaře interbrigád. V roce 2011 v rozhovoru pro El Pais popisovala svůj podíl na mezinárodních brigádách jako nejlepší moment svého života: Španělé zůstávají stále v mé paměti. Stále vzpomínám na brigády, na mé staré přátelé. Zdá se mi o nich. Španělsko bylo dokonalé, bylo mým milovaným ideálem, a stále pro mě oním ideálem zůstává.
Lise a Artur Londonovi se v roce 1939 po konci španělské občanské války a ustavení frankistického Španělska přestěhovali do Paříže. Poté, co nacistické Německo v roce 1940 přepadlo a okupovalo Francii, oba vstoupili do francouzského odboje. V roce 1942 byla Lise London vichistickými úřady uvězněna a v roce 1944 odeslána do koncentračního tábora Ravensbrück, odkud byla později převezena do koncentračního tábora Buchenwald.
Lise London se po skončení druhé světové války přestěhovala se svým manželem i oběma dětmi do Československa. Artur London se po únorovém komunistickém puči stal v roce 1949 náměstkem ministra zahraničí Vlado Clementise. V rámci komunistického režimu byl nicméně jako Žid a španělský interbrigadista v roce 1951 zatčen a po čase přidán do procesu s Rudolfem Slánským, ve kterém byl odsouzen na doživotí. V roce 1955 byl Artur London propuštěn a později se s Lise vrátili do Paříže. O svém uvěznění a procesu vydal v roce 1968 knihu Doznání (L'Aveu). Podle knihy byl v roce 1970 natočen stejnojmenný francouzsko-italský film režiséra Costy-Gavrase s Yvesem Montandem v hlavní roli. Artur London zemřel v roce 1986.
Lise London se v pozdějším věku – po emigraci – stala spisovatelkou (její knihy vyšly jak ve francouzštině, tak ve španělštině) a dramatičkou, přičemž se zaměřovala především na životní osudy svého manžela v 50. letech. Ještě v roce 2000 se zúčastnila kongresu francouzské komunistické strany. Ve svém rozhovoru pro deník El Pais v roce 2011 dále řekla, že roztrhala svůj členský průkaz a opustila francouzskou komunistickou stranu, ale stále zůstala přívrženkyní komunismu. Lise London, nositelka rytířského Řádu čestné legie, zemřela 31. března 2012 v Paříži ve věku 96 let. Zpěvák Jean Ferrat o ní zpívá ve své písni Le Bilan (1980).

## Ocenění
Po válce byla vyznamenána jako Rytíř Řádu čestné legie (Chevalier de la Légion d'Honneur).

## Dílo
- Doznání: v soukolí Pražského procesu (L'aveu : dans l'engrenage du procès de Prague, version française d'Arthur et Lise London, Gallimard, 1971)
- Upředeno časem: megera z Daguerrovy ulice a vzpomínky na odboj (L'écheveau du temps : la mégère de la rue Daguerre, souvenirs de résistance, Paris, Seuil, 1995)
- Upředeno časem: jarní kamarádství (L'écheveau du temps : le printemps des camarades, Paris, Éditions du Seuil, 1996)
- Jarní kamarádství (Le Printemps des camarades, Seuil, 1998)